# Baselga di Pinè
Baselga di Pinè är en ort och kommun i provinsen Trento i regionen Trentino-Sydtyrolen i Italien. Kommunen hade 5 045 invånare (2018).